# 珀魯 (印第安納州)
珀魯（英語：Peru）是一個位於美國印地安納州邁阿密縣的城市。根據2010年美國人口普查，該地人口為11,417人，而該地的面積約為13.46平方千米。同時該地也是邁阿密縣的縣治。

## 地理
珀魯的座標為40°45′28″N 86°04′04″W / 40.75778°N 86.06778°W，而該地的平均海拔高度為199米（即653英尺）。